# Wronowo (Mazovie)
Pour les articles homonymes, voir Wronowo.
Wronowo (prononciation : [vrɔˈnɔvɔ]) est un village polonais de la gmina de Karniewo dans le powiat de Maków de la voïvodie de Mazovie dans le centre-est de la Pologne.

## Histoire
De 1975 à 1998, le village appartient administrativement à la voïvodie de Ciechanów.